# John Pasquin
John Pasquin (Beloit, 30 novembre 1944) è un regista e produttore televisivo statunitense.

## Biografia
Dopo aver studiato a Beloit (Wisconsin), ha iniziato a dirigere spettacoli teatrali a Broadway nei primi anni ottanta. In seguito è passato alla televisione, dirigendo episodi di molte serie TV tra cui Alice (1982-1984), Genitori in blue jeans (1985), Bravo Dick (1985-1986), Casa Keaton (1983-1987), Pappa e ciccia (1989-1990), Quell'uragano di papà (1991-1999) e L'uomo di casa (2011-2014). Il suo debutto da produttore televisivo è avvenuto nel 1991 con la sitcom Quell'uragano di papà, interpretata da Tim Allen. Ha diretto anche alcuni film a partire dal suo debutto con Santa Claus, avvenuto nel 1994. È sposato dal 1982 con JoBeth Williams. Ha sempre scelto Tim Allen come star dei suoi film e deve a lui la maggior parte del suo successo.

## Filmografia

### Regista

#### Cinema
- Santa Clause (The Santa Clause) (1994)
- Da giungla a giungla (Jungle 2 Jungle) (1997)
- Joe Somebody (2001)
- Miss F.B.I. - Infiltrata speciale (Miss Congeniality 2: Armed and Fabulous) (2005)

#### Televisione
- Quell'uragano di figlia (Shifting Gears) – serie TV, 7 episodi (2025)